# Liniennetzplan

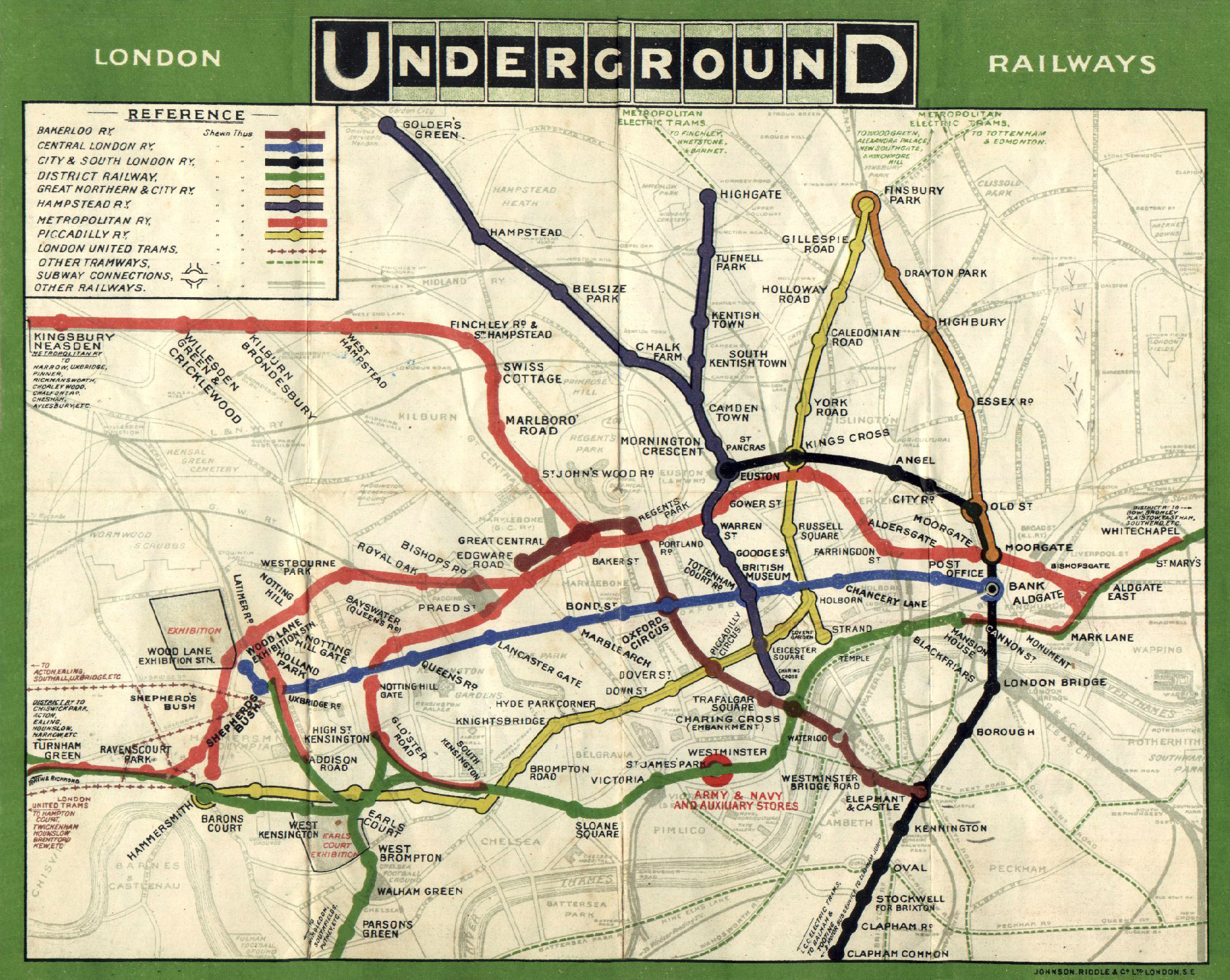
Londoner U-Bahn-Netz mit farblich differenzierten Linien, 1908

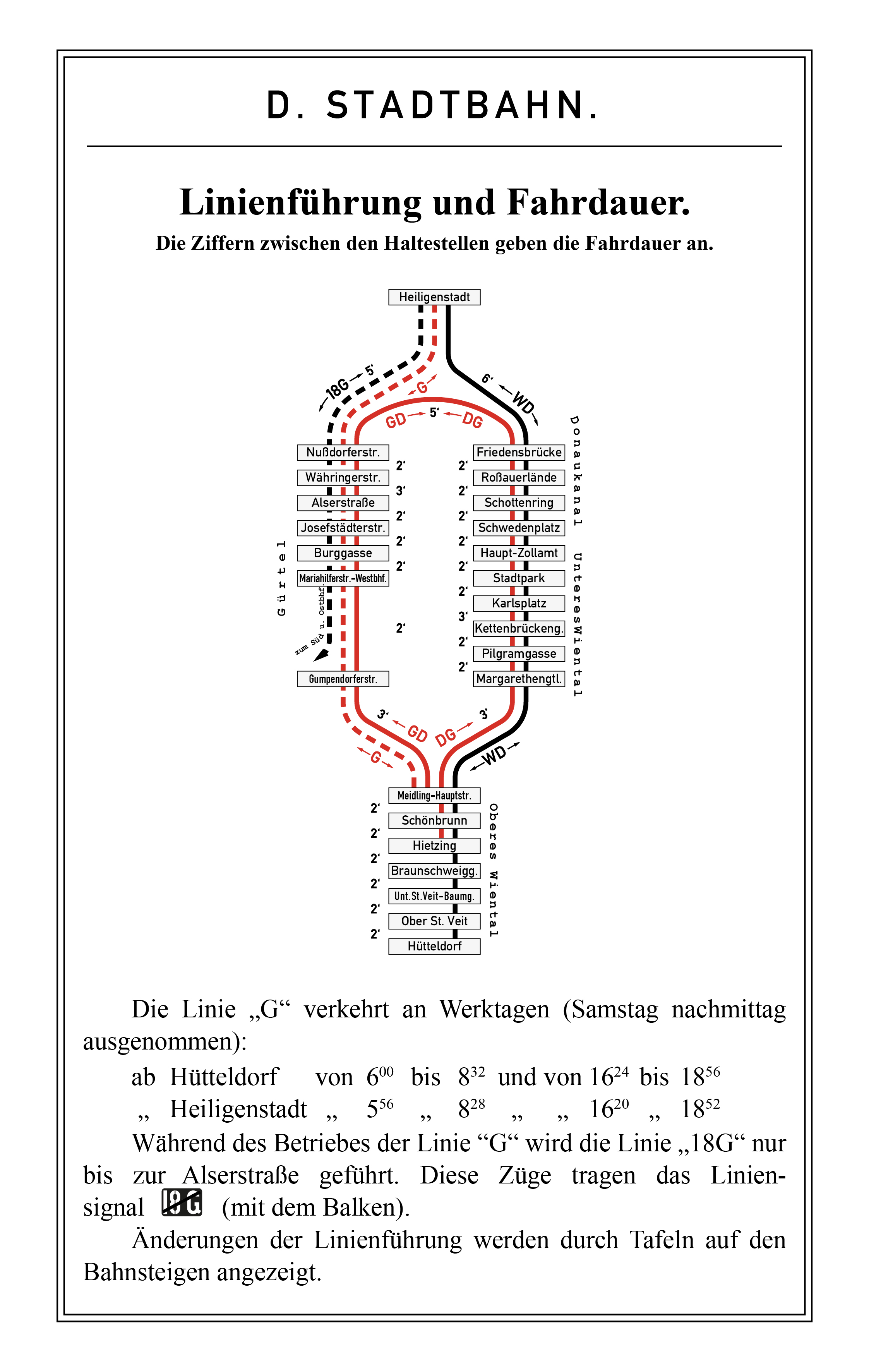
Früher schematischer Netzplan der Wiener Elektrischen Stadtbahn von 1928, bereits mit Linienfarben sowie Fahrzeitangaben zwischen den Stationen

Schematischer Netzplan von U- und S-Bahn in Ost-Berlin (1984), nur Darstellung der Strecken, keine Unterscheidung der Linien; sehr verzerrter Maßstab

Ein Liniennetzplan ist ein Topogramm von Linien eines öffentlichen Verkehrsnetzes.

## Eigenschaften
Es gibt unterschiedliche Formen, beispielsweise Gesamtnetz-, Schnellbahn-, Nachtnetz-, Stadt- und Regionalverkehrspläne. Die Linien auf den Plänen können schematisch oder topographisch dargestellt sein, manchmal enthalten sie auch Hinweise zu Sehenswürdigkeiten und Freizeiteinrichtungen. Dargestellt werden teilweise auch Angaben zum Tarif (Tarifwaben, Tarifzonen), die Häufigkeit der Bedienung (Taktfrequenz, Schülerlinien, Verkehrszeiten) oder Verknüpfungspunkte. Zur Unterscheidung einzelner Linien oder Verkehrsträger werden unterschiedliche Farbtöne und auch Linienstärken verwendet sowie die Liniennummern an die entsprechenden Streckendarstellungen gestellt.
Vereinfachte Liniennetz-Schemata mit großen Eckausrundungsradien werden als übersichtlicher empfunden, bieten aber keine Orientierung, die eine Nutzung außerhalb des Verkehrsmittels zulässt. Dies leisten Verkehrslinienkarten, die neben der (oft vereinfachten) Darstellung der Stadtlandschaft mit ihrem Orts- und Straßennetz einschließlich des Namensgutes die Verkehrslinien mit ihren geografisch lagerichtig dargestellten Haltestellen, teilweise auch mit deren Namen. Hier sind auch wichtige Ziele wie Ämter und Freizeiteinrichtungen (z. B. Schwimmbäder) verzeichnet. Zur Erreichung einer besseren Übersichtlichkeit ist eine gute Farbwahl der verschiedenen Kartenelemente sehr wichtig.
Besonders in Berlin wird für die vereinfachten Übersichts-Schemata der Linienpläne die Bezeichnung Netzspinne oder kurz Spinne benutzt. Sie wird beispielsweise als Bezeichnung für den Berliner U- und S-Bahn-Netzplan verwendet. Der erste Netzplan der Hoch- und Untergrundbahn wurde dort im Jahr 1914 veröffentlicht.

## Geschichte
Den ersten Netzplan, bei dem für jede Linie eine andere Farbe verwendet wurde, war derjenige der London Underground, den die Zeitung The Evening News 1907 veröffentlichte.
Revolutionär war der Verzicht auf topografische Genauigkeit zugunsten einer übersichtlicheren und platzsparenden Gestaltung. 1931 wurde für die Berliner S-Bahn ein Streckennetzplan veröffentlicht mit kreisförmiger Darstellung der Ringstrecke und ansonsten waagerecht, senkrecht oder im 45°-Winkel verlaufenden Strecken mit in regelmäßigen Abständen angeordneten Stationen. In den von Harry Beck erstmals 1931 entworfenen und ab 1933 veröffentlichten Liniennetzplänen der Londoner U-Bahn (der sogenannten tube map) war außerdem jede U-Bahn-Linie durch eine grafische Linie eigener Farbe dargestellt. Dieses Modell wurde zum Vorbild für schematische Liniennetzpläne vieler anderer Städte.

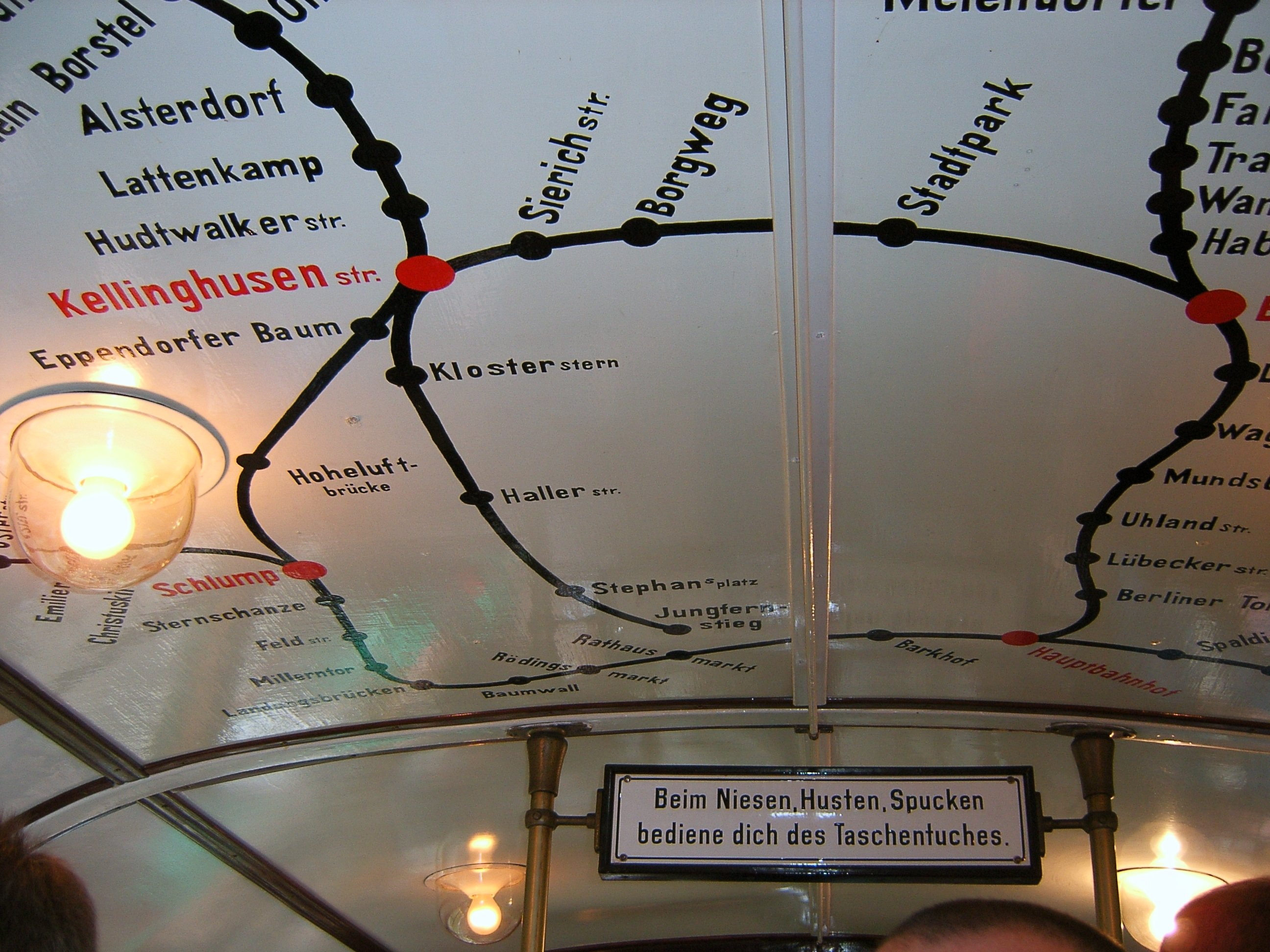
Linienplan an der Decke eines historischen Hamburger U-Bahn-Wagens